# Моффорд, Роуз
Ро́уз Мо́ффорд (англ. Rose Mofford; 8 августа 1922, Глоб, Аризона — 15 сентября 2016, Финикс, Аризона) — американский политик, 18-й губернатор Аризоны. Она стала первой женщиной-секретарём штата и первой женщиной на посту губернатора Аризоны.

## Биография

### Ранние годы
Роуз Моффорд (урожденная Роуз Перика) родилась 10 июня 1922 года в городе Глоб, штат Аризона. Она была младшей из шести детей Джона и Фрэнсис Перика, которые эмигрировали в США из Австро-Венгрии. Моффорд была первой женщиной-президентом класса в истории средней школы Глоб, а также добилась больших успехов в учёбе и спорте. Она играла в баскетбол и была членом «Всеамериканской сборной» по софтболу. В 1939 году на выпускном она произносила прощальную речь, и по совету своего отца отказалась от карьеры профессионального баскетболиста в команде All American Red Heads Team.

### Государственная служба
После окончания средней школы Моффорд работала секретарём казначея штата Джо Ханта. Два года спустя, когда Хант был назначен в налоговую комиссию Аризоны, она последовала за своим шефом на новую должность. В 1945 году она покинула налоговую комиссию и стала коммерческим директором журнала Arizona Highways. В 1947 году Моффорд вернулась в налоговую комиссию в качестве ответственного секретаря. В 1960 году, после выхода Ханта на пенсию, новый уполномоченный Тэд Мур уволил её со словами: «Мы считаем, что было бы лучше, чтобы эту должность занимал мужчина».
После увольнения из налоговой комиссии Моффорд работала исполнительным секретарём секретаря штата Уэсли Болина, а в 1975 году стала заместителем директора департамента государственных доходов (бывшей налоговой комиссии).

### Политическая карьера
Когда губернатор Рауль Эктор Кастро объявил о своей отставке, чтобы стать послом в Аргентине, должность губернатора занял секретарь штата Болин. В Аризоне нет вице-губернатора, поэтому секретарь штата занимает первое место в линии наследования губернаторства. Болин, в свою очередь, назначил Моффорд секретарём штата на оставшийся срок полномочий. Болин умер 4 марта 1978 года. Хотя Моффорд была секретарём штата, она не стала губернатором, потому что заняла должность секретаря не путём выборов, как того требует Конституция штата Аризона. Моффорд переизбиралась секретарём штата три раза — в 1978, 1982 и 1986 годах. С 1982 до 1983 года она также была президентом Национальной ассоциации секретарей штатов.
8 февраля 1988 года губернатор Эван Мичем был привлечён к ответственности в порядке импичмента. По Конституции Аризоны его полномочия были приостановлены, а Моффорд стала исполняющей обязанности губернатора. После смещения Мичема с должности, Моффорд 4 апреля 1988 года была приведена к присяге в качестве губернатора. В начале 1990 года она объявила, что решила не баллотироваться на второй срок.

### Дальнейшая жизнь
После отставки Моффорд занялась гражданской и благотворительной деятельностью. В 1997 году был создан именной стипендиальный фонд Роуз Моффорд. Она была включена в Зал славы софтбола штата Аризона. В честь Моффорд названы спортивные площадки для игры в софтбол в Батлере и Финиксе.
На выборах губернатора штата в 2010 году Моффорд была руководителем избирательной кампании генерального прокурора Терри Годдарда.

#### Смерть

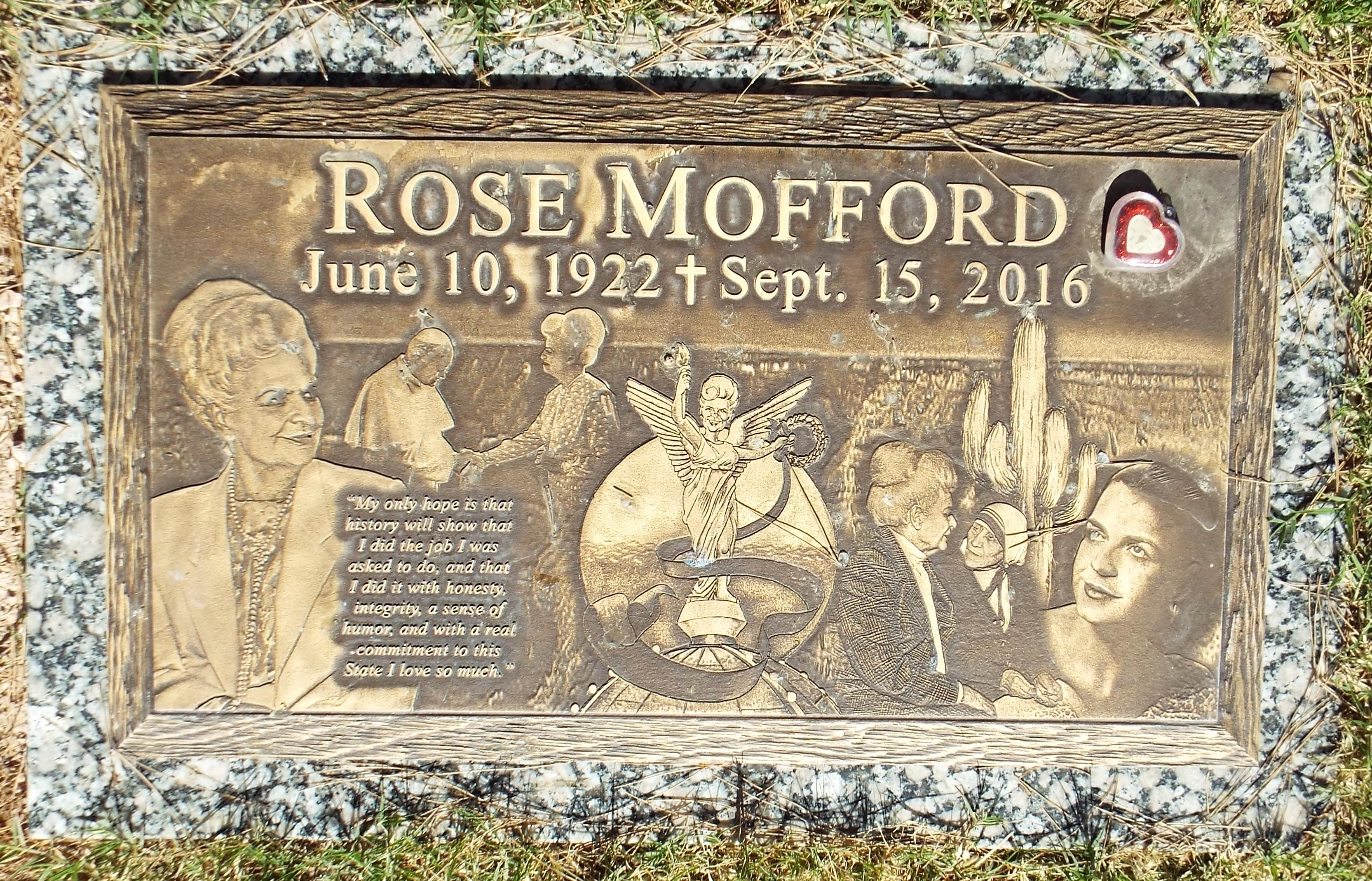
Могильная плита Моффорд

31 августа 2016 года, после падения у себя дома, Моффорд была помещена в хоспис. Она умерла там 15 сентября 2016 года в возрасте 94 лет. После смерти Моффорд, губернатор Даг Дьюси сказал, что «поднявшись по служебной лестнице в правительстве штата до высшего поста, она разбила некогда считавшийся небьющимся стеклянный потолок и послужила непревзойденным образцом для подражания многим». После кремирования и отпевания, была похоронена на католическом кладбище Святого Франциска в Финиксе. В 2017 году на могиле была открыта новая надгробная плита, на которой, среди прочего, изображены её встречи с Папой Римским Иоанном Павлом II в 1987 году и Матерью Терезой в 1989 году; эти встречи были одними из ее любимых на посту губернатора.

### Личная жизнь
В 1957 году Роуз вышла замуж за Т. Р. «Левшу» Моффорда, капитана полиции Финикса. Через десять лет они развелись, однако оставались друзьями до самой его смерти в 1983 году. Детей у них не было.

### Память
Мэр Финикса Грег Стэнтон объявил 10 июня «Днём Розы Моффорд» и переименовал участок 17-й авеню, ведущей к Капитолию, в «Дорогу Розы Моффорд».